# Jerzy Chrystian (landgraf Hesji-Homburg)
Jerzy Chrystian (ur. 10 grudnia 1626 r. w Homburgu, zm. 1 sierpnia 1677 r. we Frankfurcie nad Menem) – landgraf Hesji-Homburg od 1669 do 1673 r.
Jerzy Chrystian był czwartym (a trzecim spośród tych, którzy przeżyli ojca) synem landgrafa Hesji-Homburg Fryderyka I i Małgorzaty Elżbiety z Leiningen-Westerburg. W 1669 r. odziedziczył Hesję-Homburg po ustąpieniu swego starszego brata Wilhelma Krzysztofa.
W 1666 r. poślubił Annę Katarzynę Pogwisch (1638–1694). Nie miał dzieci.